# Nereśl
Nereśl – rzeka, prawy dopływ Narwi o długości 45,13 km.
Płynie w powiecie monieckim w województwie podlaskim. Przepływa przez jezioro Zygmunta Augusta.
Jej dopływami są strugi Nereślka, Pianka, Rumejka i Tyrgonka.